# Adjektivfras
En adjektivfras är en fras som har ett adjektiv eller ett particip som huvudord.
Min gröna cykel har tre växlar. (gröna är ett adjektiv)
Min grönskimrande cykel har tre växlar. (grönskimrande är ett presens particip)
En adjektivfras kan stå som ett attribut före ett substantiv eller ett pronomen, eller som ett predikativ till ett subjekt eller objekt.
Jag äger den mycket vackra gaffeln. (attribut i nominalfrasen den mycket vackra gaffeln)
Gaffeln är mycket vacker. (subjektiv predikativ)
De gjorde gaffeln mycket vacker. (objektiv predikativ)
I exemplen ovan är adverbet mycket ett framförställt attribut till huvudordet vacker i adjektivfrasen mycket vacker.